# Återkomsten (dikt)
Återkomsten (eller Den andra födelsen, på engelska: The Second Coming) är en dikt av den irländske dramatikern och poeten William Butler Yeats, skriven år 1919. Dikten publicerades först i tidskriften The Dial i november 1920 och året därefter i Yeats diktsamling Michael Robartes and the Dancer. "Återkomsten" skrevs under efterdyningarna av första världskriget och i början av det irländska frihetskriget, som följde påskupproret knappt tre år tidigare, kort innan Storbritannien satte in den paramilitära styrkan Black and Tans i Irland. Dikten använder sig av allegorier med kristet bildspråk, såsom apokalypsen och Kristi återkomst, för att beskriva efterkrigskänslan i Europa. "Återkomsten" brukar klassas som en viktig del av modernistisk poesi.
I Sverige förekommer "Återkomsten" i bland annat Han önskar att hans älskade vore död (2001) i översättning av Kaj Attorps, med tolkning av Erik Blomberg, samt i Ett kristalliskt rop - Dikter i urval (2012) i översättning av Ann-Kristin Åklint.

## Text
Första stycket ur originaldikten:
Turning and turning in the widening gyre

The falcon cannot hear the falconer;

Things fall apart; the centre cannot hold;

Mere anarchy is loosed upon the world,

The blood-dimmed tide is loosed, and everywhere

The ceremony of innocence is drowned;

The best lack all conviction, while the worst

Are full of passionate intensity.
Första stycket ur dikten, i tolkning av Erik Blomberg:
Kretsande runt i allt vidare virvlar

hör falken ej mera falkenerarens röst;

i sär faller tingen, mittpunkten sviktar,

världen har givits det vilda i våld;

tidvattnet löses i blodiga töcken,

oskuldens riter dränkas i blod;

utan all tro är de bästa, de sämsta

fyllda av våldsamma lidelsers eld.
Första stycket ur dikten, i tolkning av Ann-Kristin Åklint:
Kretsande i allt vidare spiral

hör falken inte falkeneraren;

allt faller samman; navet dras isär;

ren anarki släpps lös över världen,

och blodigt tidvatten, och överallt

dränks det oskyldigas ceremonier;

de bästa tror på ingenting, och de sämsta

är fyllda av förtätad lidelse.